# Severiano Martínez Anido
Severiano Martínez Anido (Ferrol, Galícia, 1862 - Valladolid, 24 de desembre de 1938). Militar espanyol i Ministre de la Governació amb la Dictadura de Primo de Rivera.

## Carrera militar
Fou alferes d'infanteria el 1884, comandant per mèrits de guerra a les Filipines el 1897 i coronel per mèrits de guerra al Marroc el 1909. El 1911 es converteix en ajudant personal del rei Alfons XIII, per passar a ésser nomenat el 1912 director de l'Acadèmia d'Infanteria i el 1914 general. El 1917 fou nomenat governador militar de Guipúscoa.

## Governador Militar de Barcelona
El 8 de novembre de 1920, el president del govern espanyol Eduardo Dato el nomenà governador civil de Barcelona, càrrec que ocupà de 1920 a 1922 i des del que va dirigir la repressió contra les organitzacions obreres amb una actuació molt discutida, coneguda com a Llei de Fugues, i caracteritzada per la brutalitat que va acabar amb la seva destitució.
El nomenament d'un militar com Martínez Anido en substitució de Federico Carlos Bas havia estat reclamat al govern de Dato expressament per la patronal catalana de Foment del Treball, en plena lluita contra el moviment obrer català, a través del seu president Jaume Cussó, i de la Lliga, a través de Cambó.
Es va estrenar en el càrrec dictant una ordre el dia 30 de novembre prohibint els sindicats i deportant una trentena de dirigents sindicalistes al castell de la Mola a Maó. Va ordenar la censura telefònica i de premsa i la detenció massiva de militants del sindicat CNT i col·laboradors, incloent el seu líder Salvador Seguí (el Noi del Sucre) i l'advocat laboralista i republicà federal Lluís Companys. Quan es va confirmar la notícia de la seva detenció i l'ordre dictada de la seva deportació a un penal de Maó, el també republicà federal i advocat laboralista Francesc Layret, amic dels dos, va sortir de casa recolzat en les seues crosses per prestar-los assistència jurídica. En aquell moment, un pistoler dels Sindicats Lliures el va assassinar disparant set trets a boca de canó. Fou denunciada la total tolerància d'Anido i el general Miguel Arlegui, el cap de policia.
La seva actitud durant els anys del pistolerisme que enfrontà obrers anarquistes i delinqüents contractats pels empresaris lligats als Sindicats Lliures, juntament amb l'Inspector Superior d'Ordre Públic, el general Miguel Arlegui, donant suport a la violència patronal i aplicant la Llei de fugues va suposar una escalada de la violència i els atemptats mortals a Barcelona, i va concloure amb la seva destitució a 1922, en plena crisi del sistema polític de la restauració.
Després de la seva destitució fou enviat per José Sánchez Guerra com a comandant general a Melilla.

## Dictadura de Primo de Rivera
El 22 de setembre de 1923, set dies després que el general Miguel Primo de Rivera instituís el Directori Militar, començant així la dictadura, el designà funcionari encarregat del Ministeri de la Governació, lloc que va ocupar fins al 3 de desembre de 1925 quan va ser nomenat Ministre de Governació de l'acabat de crear Directori Civil, posició en la que es mantingué fins al 30 de gener de 1930.

## República i Guerra Civil
En proclamar-se la República a l'abril del 1931 s'exilià a França, va ésser expulsat de l'exèrcit sense cap dret, malgrat que amb la victòria de la CEDA va recuperar la percepció dels seus drets passius com a Tinent General, però no es va reincorporar a l'exèrcit ni va retornar a Espanya fins a l'esclat de la guerra civil espanyola el juliol de 1936, per unir-se al bàndol insurrecte.
En esclatar la Guerra Civil va prestar els seus serveis com a president del Patronat Nacional Antituberculós i a l'octubre de 1937, el president de la Junta Tècnica de l'Estat (una de les primeres institucions governamentals de les que es va dotar el bàndol insurrecte), Francisco Gómez-Jordana Sousa el va posar al front de la Seguretat Interior.
El 30 de gener de 1938, el General Franco el va incloure en el seu primer govern a Burgos com a ministre d'ordre públic, càrrec que ocupà fins a la seva mort el 24 de desembre del mateix any.

## Honors i premis
Gran Creu Vermella al Mèrit Militar.
Gran Creu de Carles III.
L'actual carrer del Passeig de Maragall de Barcelona dugué anteriorment el nom de General Martínez Anido en honor seu.